# Gerardo Bailón Ariza
Gerardo Javier Bailón Ariza es un político peruano. Fue diputado de la república por el departamento de Huánuco durante el periodo parlamentario 1985-1990.
Nació el 21 de septiembre de 1946. Miembro del Partido Aprista Peruano. Su primera participación política se dio en las elecciones generales de 1985 en las que fue elegido como diputado por Huánuco por el Partido Aprista Peruano. En las elecciones municipales de 1998 tentó su elección como regidor de la provincia de Huaral y en las elecciones regionales del 2006 como candidato a vicepresidente del Gobierno Regional de Lima por el Partido Aprista sin obtener la elección.